# 南越前町

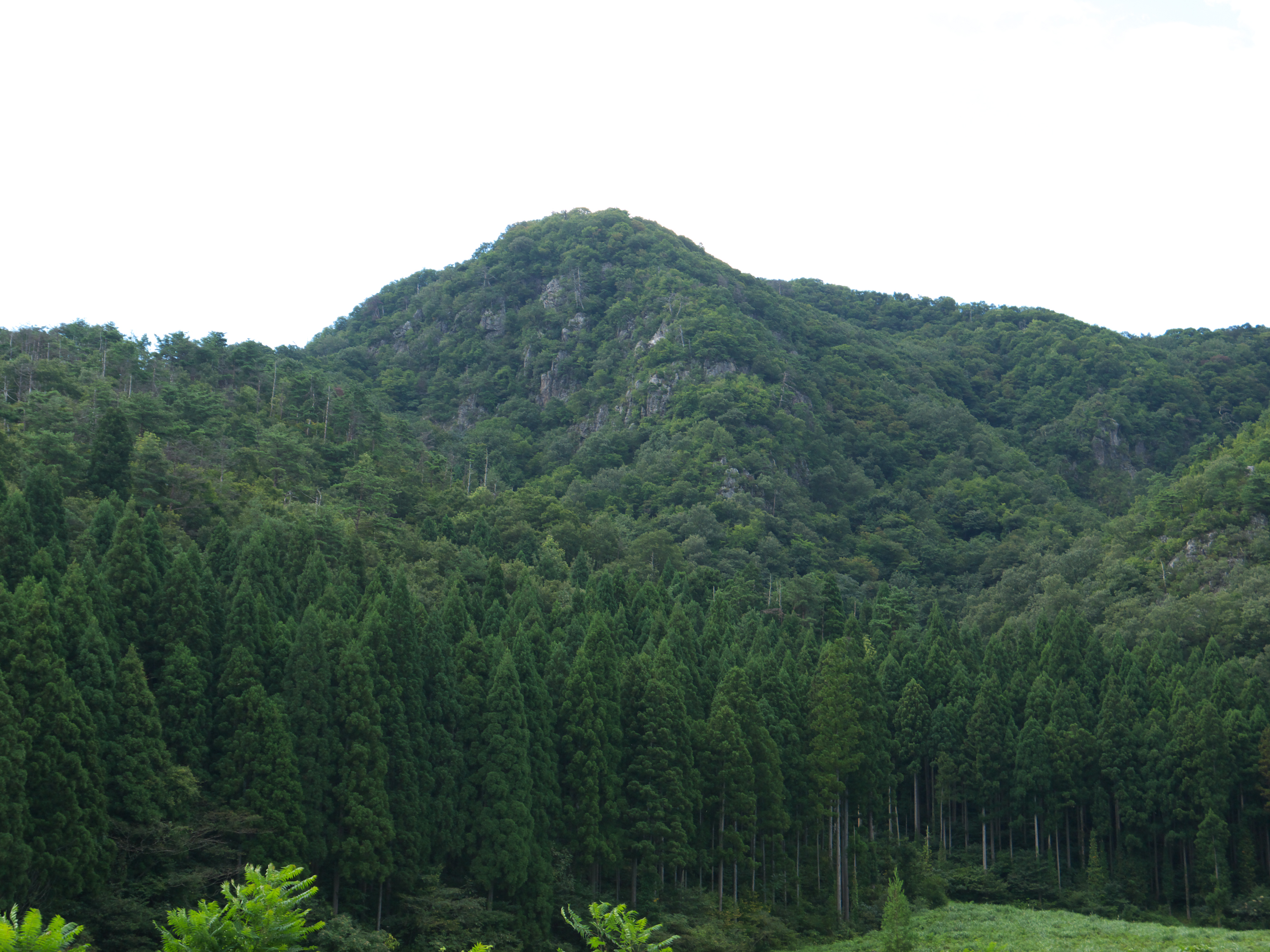
杣山

南越前町（みなみえちぜんちょう）は、福井県の中央部、嶺北地方に位置する町。

## 地理
福井県のほぼ中央、嶺北地域の南端に位置する。近畿地方と同町以北の北陸地方各地を陸路移動する際に必ず通らなければならない交通の要衝にあたる。旧3町村は互いに接してはいたが、2013年（平成25年）に国道305号が全通する以前は、若狭湾に面する河野地区は役場がある内陸側の南条・今庄地区と直接連絡する車道が無く実質的な飛地であった。
- 山: 日野山、栃ノ木山、鉢伏山、ホノケ山
- 河川：日野川
- 湖沼：広野ダム湖、夜叉ヶ池
  - 夜叉ヶ池をめぐっては現在の地形図上は南越前町に属することになっているが、明治時代の登記簿に現在の岐阜県揖斐川町としての登記があるなど不明瞭な点があり、観光資源でもあるため行政上の問題（特に県同士）が時々発生している。

### 隣接している自治体
以下の6市町と隣接している。
福井県
- 丹生郡越前町
- 越前市
- 今立郡池田町
- 敦賀市

岐阜県
- 揖斐郡揖斐川町

滋賀県
- 長浜市

このうち、池田町及び他県と接続する道路は冬季閉鎖となるが、滋賀県長浜市との間では国道365号の通年通行化を目指す事業（栃ノ木峠道路・約3.9 km）が行われている。

## 歴史
- 2005年（平成17年）1月1日 - 南条郡南条町、今庄町及び河野村が合併して、南条郡南越前町が発足する。
- 2022年（令和4年）8月5日 - 集中豪雨により今庄アメダスでは24時間雨量が400mmを超えた。町内で土砂災害が多数発生。日野川と鹿蒜川の合流地点付近で氾濫が発生して多数の民家が床上浸水した[2]ほか、国道8号線のトンネルに土砂が流入して多数の車両が立ち往生した[3]。

## 人口
| |                                          |  |
| 南越前町と全国の年齢別人口分布（2005年） | 南越前町の年齢・男女別人口分布（2005年） |  |
| ■紫色 ― 南越前町 ■緑色 ― 日本全国 | ■青色 ― 男性 ■赤色 ― 女性                |  |
| 南越前町（に相当する地域）の人口の推移 \| 1970年（昭和45年） \| 14,442人 \| \| \| 1975年（昭和50年） \| 13,913人 \| \| \| 1980年（昭和55年） \| 13,820人 \| \| \| 1985年（昭和60年） \| 13,886人 \| \| \| 1990年（平成2年） \| 13,804人 \| \| \| 1995年（平成7年） \| 13,616人 \| \| \| 2000年（平成12年） \| 13,221人 \| \| \| 2005年（平成17年） \| 12,274人 \| \| \| 2010年（平成22年） \| 11,551人 \| \| \| 2015年（平成27年） \| 10,799人 \| \| \| 2020年（令和2年） \| 10,002人 \| \| |                                          |  |
| 総務省統計局 国勢調査より |                                          |  |
| 1970年（昭和45年） | 14,442人                                 |  |
| 1975年（昭和50年） | 13,913人                                 |  |
| 1980年（昭和55年） | 13,820人                                 |  |
| 1985年（昭和60年） | 13,886人                                 |  |
| 1990年（平成2年） | 13,804人                                 |  |
| 1995年（平成7年） | 13,616人                                 |  |
| 2000年（平成12年） | 13,221人                                 |  |
| 2005年（平成17年） | 12,274人                                 |  |
| 2010年（平成22年） | 11,551人                                 |  |
| 2015年（平成27年） | 10,799人                                 |  |
| 2020年（令和2年） | 10,002人                                 |  |

### 健康
- 平均年齢 52.0歳（2020年国勢調査）

## 気候
日本有数の豪雪地帯であり、特別豪雪地帯に指定された旧・今庄町は大雪が幾度と無く地方間の基幹交通路を寸断してきたのに対し、荒波に洗われる旧河野村はスイセンが咲くなど比較的温暖。
前述の通り旧・今庄町は特別豪雪地帯に、それ以外の地域は豪雪地帯に指定されている。
- 気温 - 最高36.9℃（2018年（平成30年）8月14日）、最低-12.0℃（1984年（昭和59年）2月12日）
- 最大日降水量 - 229.0ミリ（2022年（令和4年）8月5日）
- 最大瞬間風速 - 36.8メートル（2017年（平成29年）10月23日）
- 最深積雪 - 244センチ（2011年（平成23年）1月31日）
- 夏日最多日数 - 136日（2024年（令和6年））
- 真夏日最多日数 - 71日（2024年（令和6年））
- 猛暑日最多日数 - 15日（2023年（令和5年））
- 熱帯夜最多日数 - 6日（1999年（平成11年））
- 冬日最多日数 - 105日（1984年（昭和59年））

| 今庄（1991年 - 2020年）の気候      | 今庄（1991年 - 2020年）の気候 | 今庄（1991年 - 2020年）の気候 | 今庄（1991年 - 2020年）の気候 | 今庄（1991年 - 2020年）の気候 | 今庄（1991年 - 2020年）の気候 | 今庄（1991年 - 2020年）の気候 | 今庄（1991年 - 2020年）の気候 | 今庄（1991年 - 2020年）の気候 | 今庄（1991年 - 2020年）の気候 | 今庄（1991年 - 2020年）の気候 | 今庄（1991年 - 2020年）の気候 | 今庄（1991年 - 2020年）の気候 | 今庄（1991年 - 2020年）の気候 |
| 月                                 | 1月                           | 2月                           | 3月                           | 4月                           | 5月                           | 6月                           | 7月                           | 8月                           | 9月                           | 10月                          | 11月                          | 12月                          | 年                            |
| ---------------------------------- | ----------------------------- | ----------------------------- | ----------------------------- | ----------------------------- | ----------------------------- | ----------------------------- | ----------------------------- | ----------------------------- | ----------------------------- | ----------------------------- | ----------------------------- | ----------------------------- | ----------------------------- |
| 最高気温記録 °C （°F）             | 17.9 (64.2)                   | 18.5 (65.3)                   | 24.8 (76.6)                   | 30.3 (86.5)                   | 33.5 (92.3)                   | 35.1 (95.2)                   | 36.8 (98.2)                   | 36.9 (98.4)                   | 35.6 (96.1)                   | 30.7 (87.3)                   | 26.3 (79.3)                   | 22.5 (72.5)                   | 36.9 (98.4)                   |
| 平均最高気温 °C （°F）             | 5.4 (41.7)                    | 6.2 (43.2)                    | 10.9 (51.6)                   | 17.5 (63.5)                   | 22.5 (72.5)                   | 25.7 (78.3)                   | 29.4 (84.9)                   | 31.1 (88)                     | 26.6 (79.9)                   | 20.9 (69.6)                   | 15.0 (59)                     | 8.5 (47.3)                    | 18.3 (64.9)                   |
| 日平均気温 °C （°F）               | 1.7 (35.1)                    | 1.9 (35.4)                    | 5.4 (41.7)                    | 11.3 (52.3)                   | 16.4 (61.5)                   | 20.4 (68.7)                   | 24.4 (75.9)                   | 25.4 (77.7)                   | 21.2 (70.2)                   | 15.3 (59.5)                   | 9.6 (49.3)                    | 4.3 (39.7)                    | 13.1 (55.6)                   |
| 平均最低気温 °C （°F）             | −1.0 (30.2)                   | −1.4 (29.5)                   | 0.7 (33.3)                    | 5.4 (41.7)                    | 10.7 (51.3)                   | 15.9 (60.6)                   | 20.5 (68.9)                   | 21.2 (70.2)                   | 17.2 (63)                     | 10.9 (51.6)                   | 5.2 (41.4)                    | 1.0 (33.8)                    | 8.9 (48)                      |
| 最低気温記録 °C （°F）             | −11.8 (10.8)                  | −12.0 (10.4)                  | −8.2 (17.2)                   | −3.3 (26.1)                   | 0.4 (32.7)                    | 6.0 (42.8)                    | 12.2 (54)                     | 11.5 (52.7)                   | 6.1 (43)                      | 0.5 (32.9)                    | −2.1 (28.2)                   | −6.7 (19.9)                   | −12.0 (10.4)                  |
| 降水量 mm （inch）                 | 317.9 (12.516)                | 187.1 (7.366)                 | 177.5 (6.988)                 | 145.8 (5.74)                  | 151.8 (5.976)                 | 173.8 (6.843)                 | 254.9 (10.035)                | 182.0 (7.165)                 | 224.5 (8.839)                 | 182.7 (7.193)                 | 229.9 (9.051)                 | 380.4 (14.976)                | 2,608.2 (102.685)             |
| 降雪量 cm （inch）                 | 177 (69.7)                    | 143 (56.3)                    | 43 (16.9)                     | 0 (0)                         | 0 (0)                         | 0 (0)                         | 0 (0)                         | 0 (0)                         | 0 (0)                         | 0 (0)                         | 1 (0.4)                       | 79 (31.1)                     | 442 (174)                     |
| 平均降水日数 （≥1.0 mm）           | 22.1                          | 17.6                          | 15.7                          | 13.1                          | 11.6                          | 12.7                          | 13.5                          | 10.6                          | 12.5                          | 12.6                          | 15.7                          | 21.6                          | 179.2                         |
| 平均月間日照時間                   | 54.9                          | 75.7                          | 121.7                         | 167.8                         | 192.8                         | 140.8                         | 149.3                         | 191.0                         | 135.9                         | 135.7                         | 105.7                         | 65.7                          | 1,526.6                       |
| 出典1：Japan Meteorological Agency |                               |                               |                               |                               |                               |                               |                               |                               |                               |                               |                               |                               |                               |
| 出典2：気象庁                      |                               |                               |                               |                               |                               |                               |                               |                               |                               |                               |                               |                               |                               |

## 行政
- 町長 - 仲倉典克（前福井県議会議員、1期目、任期末2029年2月12日）
- 役場（東大道29-1）
  - 旧南条町役場を本庁舎とし、今庄地区及び河野地区には旧町村役場へ総合事務所を設置していた。現在は規模を縮小し事務所となっているが、今庄事務所は旧町役場庁舎に増築を行い公民館等との複合施設となり、河野事務所は旧村役場庁舎を同様の施設へ改装している。

事務所所在地
今庄事務所（今庄84-25 南越前町今庄住民センター）
河野事務所（河野15-16-1 南越前町河野住民センター）

## 立法

### 町政
- 南越前町議会：定数14人（任期満了2026年4月30日[5]）

町新設によって合併時在任特例を受けた後、2010年4月の改選時より現定数の14名となる。

### 県政
南越前町は越前市、今立郡池田町とで構成される越前市・今立郡・南条郡選挙区に属し、そこから選出される福井県議会議員の定数は5議席である。現任期の満了日は、2027年（令和9年）4月29日である。
- 2023年福井県議会議員選挙

### 国政
衆議院
南越前町は、敦賀市、小浜市、越前市、鯖江市、今立郡・池田町、三方郡・美浜町、大飯郡・高浜町、おおい町、丹生郡・越前町とで構成される福井県第2区が選挙区となる。なお、当選挙区の衆議院選挙比例代表区選出議員については、比例北陸信越ブロックを参照のこと。
参議院
福井県選挙区は参議院一人区の1つ。また、現行制度（2001年、第19回参議院議員通常選挙より）の比例区は「参議院比例区」を参照のこと。

## 司法
- 福井地方裁判所 武生支部（管轄地：南条郡・南越前町、鯖江市、越前市、今立郡・池田町、丹生郡・越前町）
- 福井家庭裁判所 武生支部（管轄地：南条郡・南越前町、鯖江市、越前市、今立郡・池田町、丹生郡・越前町）
- 武生簡易裁判所 （管轄地：南条郡・南越前町、鯖江市、越前市、今立郡・池田町、丹生郡・越前町）

## 経済

### 産業
かつては薪炭生産が一大産業であった。1947年（昭和22年）に、昭和天皇の戦後巡幸があり、今庄駅にお召し列車が停車した際には、薪炭業者らが出迎えて駅前奉迎が行われた。薪炭生産は、1960年代以降のエネルギー革命を契機にほぼ消滅した。
- 産業人口（2005年国勢調査）
  - 第一次産業：　　494人
  - 第二次産業：　2,376人
  - 第三次産業：　3,296人

#### 漁業
- 糠漁港
- 甲楽城漁港
- 河野漁港

## 地域

### 健康
- 平均年齢 47.1歳（2005年国勢調査）

### 教育
- 南越前町立今庄小学校
- 南越前町立河野小学校
- 南越前町立南条小学校
- 南越前町立湯尾小学校
- 南越前町立南越前中学校

## 交通

### 鉄道路線
町内をJR西日本の北陸新幹線が通過しているが、駅は設置されていない。
ハピラインふくい
- ハピラインふくい線：南今庄駅 - 今庄駅 - 湯尾駅 - 南条駅

県庁へは、町役場最寄の南条駅からハピラインふくい線で普通列車約28分、快速列車（一部通過）約21分の福井駅（福井市）下車。
広範囲への接続は、ハピラインふくい線で南条駅から普通列車約22分、快速列車（一部通過）約18分の敦賀駅（敦賀市）にてJR西日本の京都・大阪方面特急「サンダーバード」、米原・岐阜・名古屋方面特急「しらさぎ」、京都・大阪・神戸・姫路方面新快速に乗換。もしくは車で約10 kmの越前たけふ駅（越前市）、あるいは県庁最寄りの福井駅から北陸新幹線の利用となり、一度の乗り換えで13都府県、5政令市に到達できる。

### バス路線
福井鉄道（福鉄バス）
- たけふ新駅（越前市）から河野地区へ向かう一般乗合バス（王子保河野海岸線）を運行。
  - 町民は町が交付する運賃補助券を使用すると、たけふ新駅・武生駅 - 河野地区各停留所は片道300円、河野地区内相互間は同100円となる。
  - 2025年4月1日より、王子保駅を経由しなくなった。

南越前町住民利用バス（旧市町村運営有償運送（旧80条バス））は2023年（令和5年）5月31日をもって運行を終了して廃止され、後述の「南越前町らくらくおでかけバス」（チョイソコ）へ一本化された。

### タクシー
一般乗用旅客自動車運送事業においては、今庄タクシーが町内に本社を構えている。
南越前町らくらくおでかけバス（チョイソコ）
- 乗車にはあらかじめ利用登録が必要な「区域運行」型のデマンドタクシー。条例上は自家用有償旅客運送（交通空白地有償運送）。平日のみ運行する。 2022年（令和4年）11月1日より実証実験を開始し、2023年（令和5年）6月1日より本格運行へ移行した。

南越前町定額タクシー事業（みなこい定額タクシー）
- 一般社団法人南越前町観光連盟が今庄タクシー、小松タクシー、武生タクシーの3社へ運行を委託して行っている。町外住民のみ町内の乗降スポット間の移動に限り利用可能で、事前のタクシーチケット購入とタクシー会社への配車が必要。

丹南地域定額タクシー
- 丹南広域タクシー協議会がエリア内のタクシー会社へ運行を委託して行っている。越前市、鯖江市、越前町、南越前町の住民以外の人がエリア内の乗降スポット間の移動に限り利用可能で、事前のタクシーチケット購入とタクシー会社への配車が必要。

### 道路

#### 高速道路
E8 北陸自動車道
- 今庄IC - 南条SA/SIC

#### 一般国道
- 町内を走る一般国道：国道8号、国道305号、国道365号、国道476号
- 町内全区間で上記国道と重複する一般国道：国道417号

#### 都道府県道
- 福井県道3号福井大森河野線
- 福井県道137号杣山城趾線
- 福井県道138号今庄停車場線
- 福井県道203号池田南条線
- 福井県道204号大谷杉津線 - 越前・河野しおかぜラインも参照。
- 福井県道206号甲楽城勝連花線
- 福井県道207号今庄杉津線
- 福井県道231号広野大門線
- 福井県道247号南条停車場線
- 福井県道270号桝谷ダム宇津尾線

## 通信

### 市外局番
町内の市外局番は、料金単位区域（武生MA）と同一の範囲を持つ0778で統一されており、以下の区域への通話は市外局番不要かつ市内通話料金が適用される。なお、NTT西日本による級局区分は2級局である。
- 0778 エリア
  - 鯖江市、越前市、今立郡池田町、丹生郡越前町、南条郡南越前町

町内の市内局番
- 今庄地区：45
- 南条地区：47
- 河野地区：48

### 郵便番号
集配郵便局
- 河野郵便局（河野地区）915-11xx
- 今庄郵便局（今庄地区）919-01xx
- 南条郵便局（南条地区）919-02xx

## 名所・旧跡・観光スポット・祭事・催事
- 妙泰寺 - 日蓮宗の古刹
- 越前加賀海岸国定公園
- 板取宿
- 今庄宿
  - 今庄宿は町並みとして保存されている。
  - 京藤甚五郎家 - 重要文化財。
- 鯖波宿
- 杣山城趾・燧ヶ城跡
- 木ノ芽峠
- 北前船主の館・右近家
- 中村家住宅 - 重要文化財。
- 花はす公園
- 今庄365スキー場
- 夜叉ヶ池
- 河野夏まつり

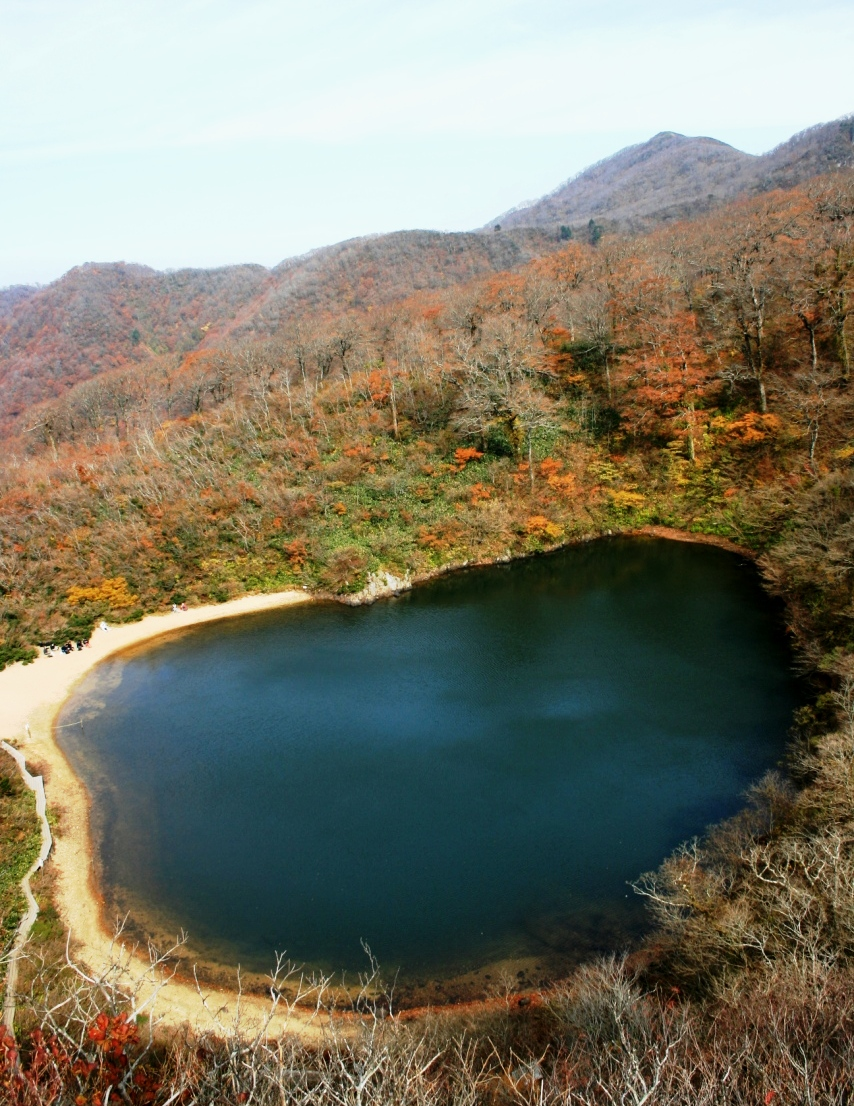
夜叉ヶ池

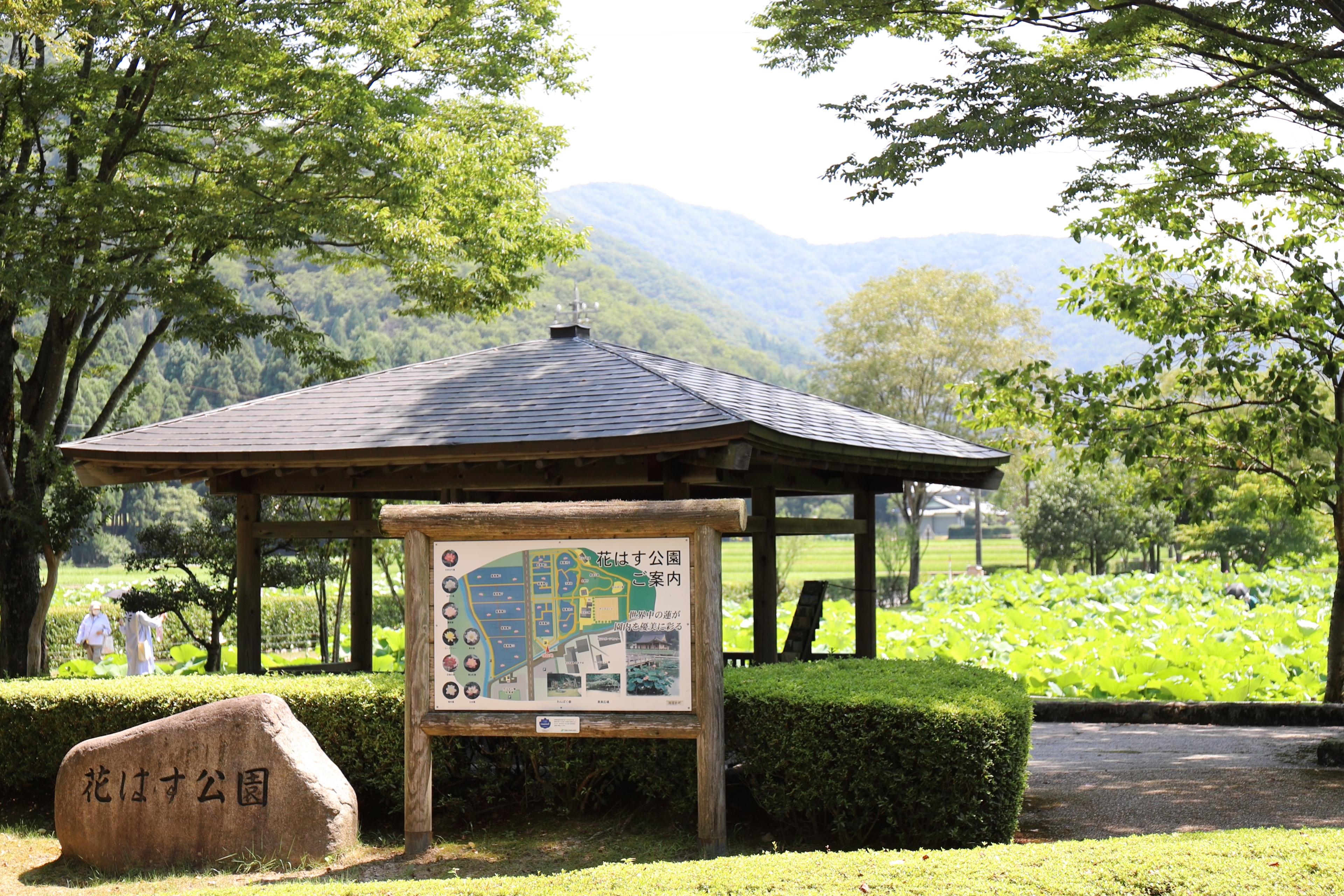
花はす公園

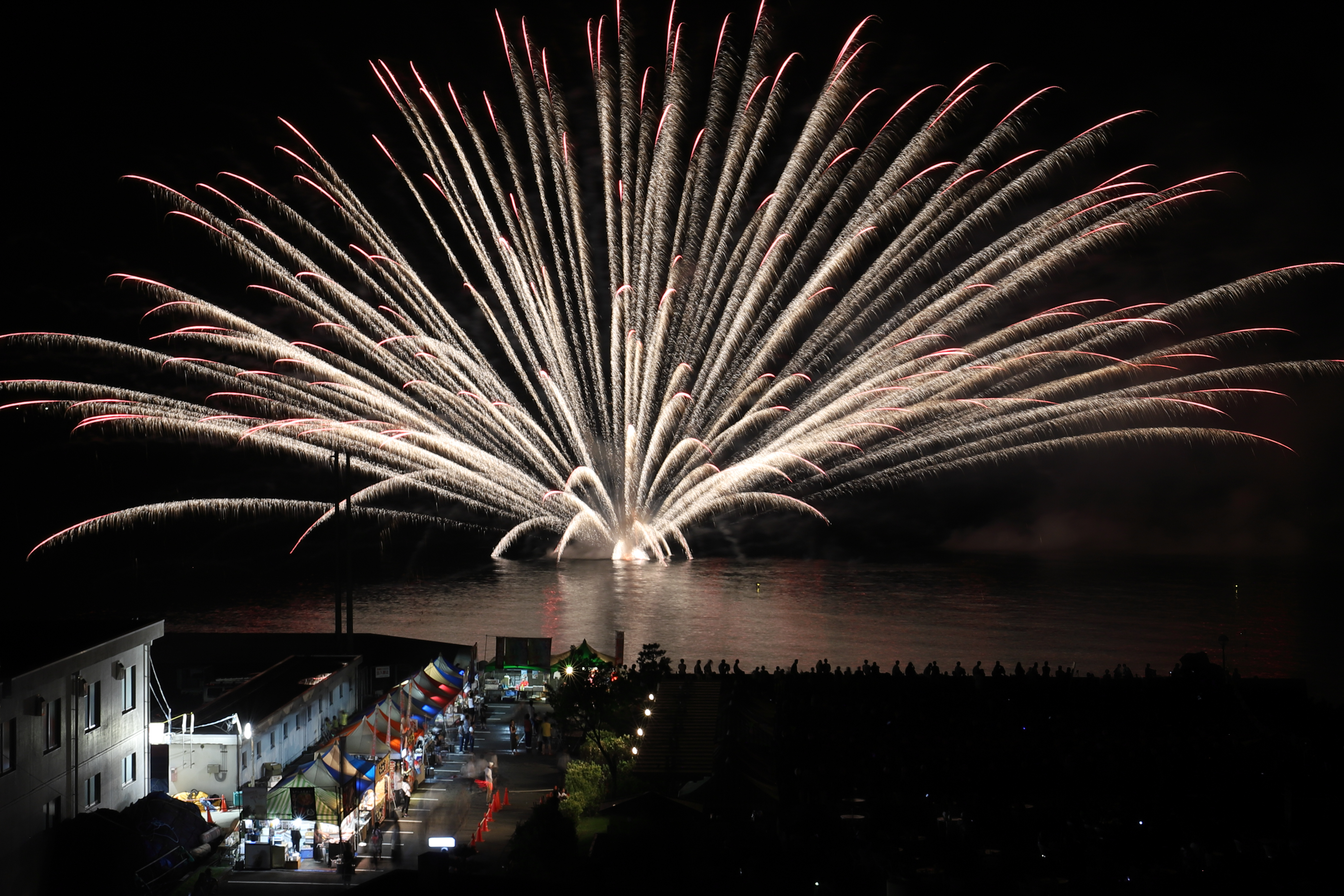
河野夏まつりの花火

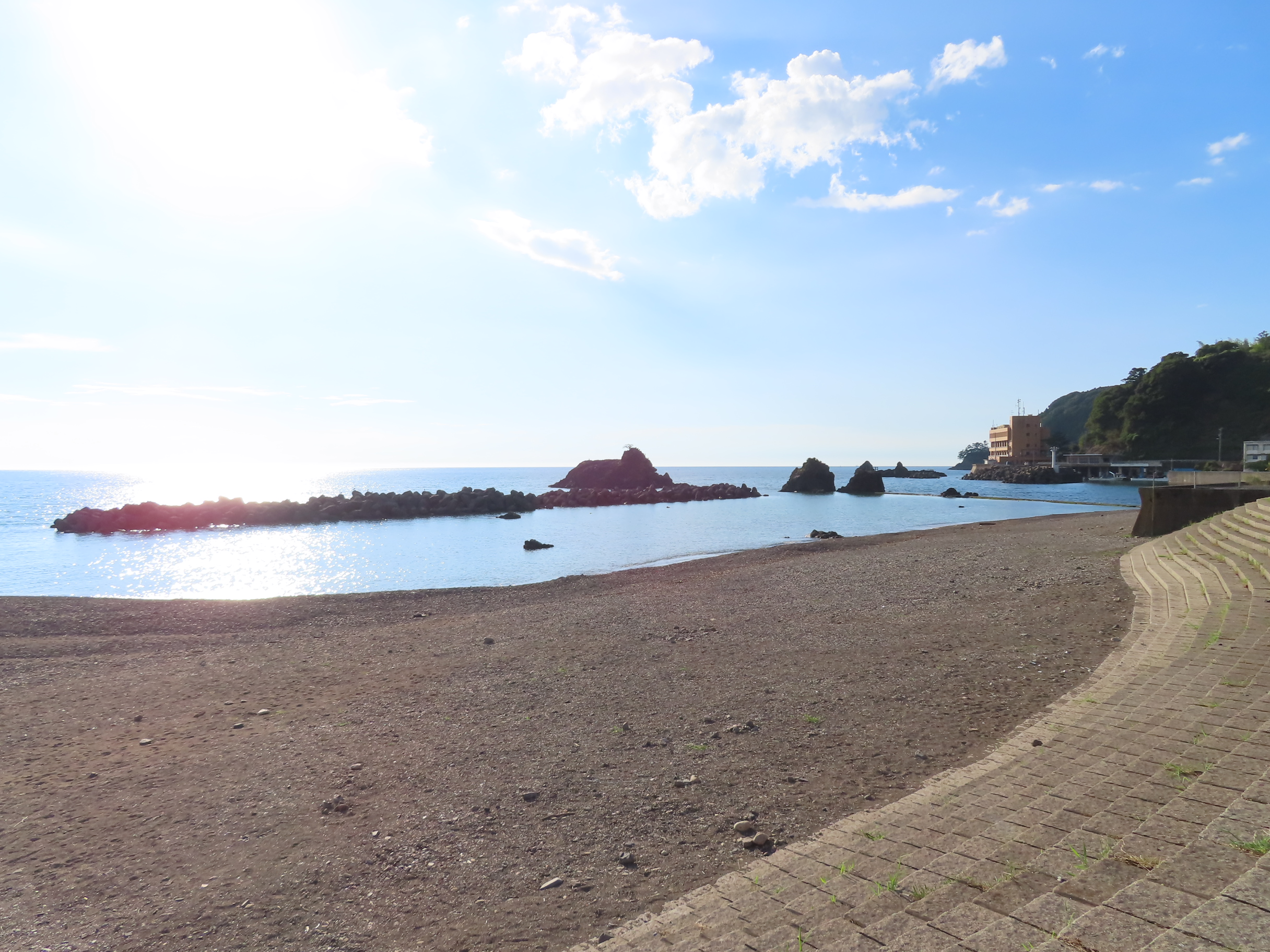
越前加賀海岸国定公園の中の河野海水浴場

- 今庄そばまつり - 今庄そばまつり実行委員会の主催によって5月頃に開催される。
- 河野うめまつり - 河野うめまつり実行委員会の主催によって6月頃に開催される。

## 温泉
- 花はす温泉
- 河野シーサイド温泉
- 今庄365温泉

## 出身著名人
- 十代目右近権左衛門（実業家、日本海上保険社長）
- 十一代目右近権左衛門（実業家、日本火災海上保険会長）
- 巽外夫（実業家、住友銀行頭取、イトマン事件の処理に尽力）
- 土田ヒロミ（写真家）
- 松浦直己（教育学者、三重大学教授）
- 中山光輝（財務官僚、金融官僚）
- 舞城王太郎（作家）
- 後藤光貴（プロ野球選手）

## ゆかりのある人物
- 新田義貞（武将）

## 南越前町を舞台にした作品
- 夜叉ヶ池
  - 泉鏡花の小説。これを原作にした演劇や漫画など多数。
- 煙か土か食い物
  - 舞城王太郎の小説。舞城のこのほかの作品においても登場する「西暁町」のモデルは今庄地区、「星野川」は日野川といわれている。
- おくのほそ道
  - 松尾芭蕉が湯尾峠へ立ち寄った際に詠んだ句「月に名を つつみ兼ねてや いもの神」がある。